# Gorgonia
Gorgonia (česky někdy rohovitka) je rod korálnatců, tedy žahavců tvořících korály, řazených mezi rohovitky (Gorgonacea). Tvoří rozvětvené kolonie polypů (korály) a vyskytuje se pouze v mořích. Řadí se k nim například druh rohovitka Venušina (Gorgonia flabellum), označovaný jako Venušin vějíř, nebo rohovitka obecná (Gorgonia ventalina).